# Gregory Tyree Boyce
Gregory Tyree Boyce, ameriški filmski igralec, *5. december 1989, Kalifornija, Združene države Amerike, † 13. maj 2020,
Las Vegas.

## Biografija

### Zgodnje in osebno življenje
Gregory Tyree Boyce se je rodil 5. decembra 1989 v Kaliforniji, Združene države Amerike, kot drugi od štirih otrok. Večino otroštva je preživel v Južni Kaliforniji, trenutno pa se je ustalil v Long Beachu, Kalifornija. V osnovni šoli je bil pravi šaljivec in celo ravnatelja je znal spraviti v smeh. Njegovi prijatelji ga kličejo Greg.

### Kariera
Gregory Tyree Boyce je filmsko kariero začel leta 2008 v filmu Somrak, kjer je igral Tylerja Crowleyja.

## Filmografija
| Leto | Naslov | Vloga         | Opombe |
| ---- | ------ | ------------- | ------ |
| 2008 | Somrak | Tyler Crowley |        |